# Палестинская гадюка
Палестинская гадюка (лат. Pseudocerastes fieldi) — вид ядовитых змей подсемейства гадюковых. Самостоятельным видом считается с 2014 года, в части более ранних источников рассматривалась как подвид персидской ложнорогатой гадюки P. persicus fieldi. Вид распространён на Ближнем Востоке от Египта до Западного Ирана, типовой экземпляр описан в Иордании.

## Таксономия
Вид Pseudocerastes fieldi описан в 1930 году американским герпетологом К. П. Шмидтом и назван в честь Генри Филда, отловившего типовой экземпляр в Трансиордании в 1928 году. В дальнейшем ряд источников рассматривал палестинскую гадюку как подвид персидской ложнорогатой гадюки P. persicus fieldi, но филогенетический анализ, проведённый во втором десятилетии XXI века, показывает, что генетические отличия палестинской гадюки от персидской ложнорогатой гадюки столь же велики, как и от третьего вида этого рода — P. urarachnoides

## Внешний вид и образ жизни
Палестинская гадюка — змея средних размеров (максимальная зарегистрированная длина 89 см, длина типового экземпляра 72,6 см) с толстым телом и коротким (11-16 % от общей длины тела) хвостом. Спина песочного цвета, с рисунком из больших округлых бурых пятен со светлыми краями вдоль хребта и более мелких тёмных пятен вдоль боков. Кончик хвоста чёрный (за исключением новорожденных особей), чёрная полоса соединяет также угол пасти и заднюю часть глаза. Брюхо белое без рисунка. В лавовых пустынях Иордании встречается также тёмноокрашенная, почти чёрная разновидность. Чешуи P. fieldi вдоль хребта имеют ярко выраженный «киль», на боках практически гладкие. 16 верхнегубных чешуй отделены от среднего размера глаз с вертикальным зрачком тремя рядами чешуй. Над глазами несколько чешуй образуют подобие мягких рожек. От персидской ложнорогатой гадюки (P. persicus) палестинская гадюка отличается гладкими боковыми чешуями (у персидской рогатой гадюки все чешуи имеют «киль»), а также значительно более коротким относительно общей длины тела хвостом.
Ведёт ночной образ жизни. Типичная среда обитания палестинской гадюки — открытые песчаные или каменистые пустыни с умеренной кустарниковой порослью, под кустами или в норах грызунов. У склонов гор и холмов часто встречается в каменистых россыпях. Обычно палестинская гадюка не появляется в местах, где обитают другие гадюковые. Основу питания составляют птицы (в том числе перелётные, по оценке Хайнриха Мендельсона, составляющие значительную часть рациона палестинских гадюк) и падаль. Яйцекладущий вид, темп размножения достаточно высокий, что связано с тем фактом, что кладка делается, когда яйца уже находятся на поздней стадии созревания.

## Ареал и взаимоотношения с человеком
Палестинская гадюка встречается во многих странах Ближнего Востока от Египта на западе до западного Ирана на востоке и включая север Аравийского полуострова, хотя её распространённость в них неравномерна. Если в Иордании этот вид встречается часто, в Израиле умеренно часто, а на севере Саудовской Аравии предположительно часто, то в Египте он обитает только на Синайском полуострове, достаточно редок и имеет охранный статус уязвимого вида. Хотя в юго-западных провинциях Ирана Керманшах и Бушир вид известен уже давно, о его обнаружении на юге страны (провинция Фарс) впервые было сообщено только в 2009 году.
Палестинская гадюка ядовита для человека, но это обстоятельство не ставит под угрозу её существование как вида. Основными угрозами для палестинских гадюк являются отлов для продажи в качестве домашних животных и изменение среды обитания в результате уничтожения скотом растительного покрова. Ряд мест, в которых обитают палестинские гадюки, обладает статусом природоохранных зон (заповедник Шаумари в Иордании, охраняемая территория Вади-Рамон в Израиле, охраняемая территория Санта-Катерина на Синайском полуострове и охраняемая территория Ат-Тубаик в Саудовской Аравии); в Израиле палестинская гадюка охраняется законом.